# شاندلير بارك
شاندلير بارك (بالإنجليزية: Chandler Park)‏ هو عالم أورام وطبيب أمريكي، ولد في القرن العشرين.